# Ayuntamiento de Liverpool (edificio)
El Ayuntamiento de Liverpool es un edificio situado en la intersección de High Street con Dale Street, Castle Street y Water Street en Liverpool, Inglaterra, Reino Unido. Está registrado en la National Heritage List for England como monumento clasificado de Grado I, y es descrito en esta lista como «uno de los mejores ayuntamientos del siglo XVIII». Los autores de la colección Buildings of England mencionan su «magnífica escala», y consideran que es «probablemente la suite cívica más magnífica del país», y «un ejemplo excepcional y completo de la decoración georgiana tardía».
No es un edificio administrativo sino una suite cívica, que contiene el locutorio del alcalde y la cámara del ayuntamiento; la administración local está en los cercanos Municipal Buildings. El ayuntamiento se construyó entre 1749 y 1754 según el diseño de John Wood el Viejo para sustituir a un ayuntamiento anterior cercano. En 1785 se añadió una ampliación al norte diseñada por James Wyatt. Tras un incendio de 1795, el ayuntamiento fue reconstruido y se añadió una cúpula diseñada también por Wyatt. Posteriormente se han realizado alteraciones menores. Las calles que rodean la parcela se han alterado desde su construcción: cuando se ve desde Castle Street, el lado sur parece descentrado respecto a la calle. Esto se debe a que el eje Water Street-Dale Street, que discurre en dirección eje oeste-este, era continuo y tenía edificios en su actual intersección con Castle Street, de manera que el ayuntamiento no era visible originalmente desde esta calle. Los edificios fueron demolidos ciento cincuenta años después de esto para permitir la vista del edificio desde esta posición.
La planta baja contiene la cámara del ayuntamiento de la ciudad y una Sala del Recuerdo de los militares de Liverpool que perdieron sus vidas en la Primera Guerra Mundial. La planta superior contiene varias habitaciones decoradas lujosamente que se usan para diferentes eventos y usos. Se realizan visitas guiadas del edificio para el público general y también se realizan bodas en el edificio.

## Historia
El primer ayuntamiento de Liverpool del que se tiene noticia era en 1515 y era probablemente un edificio con tejado de paja. Fue sustituido en 1673 por un edificio ligeramente al sur del ayuntamiento actual. Este ayuntamiento se apoyaba sobre «pilares y arcos de piedra» y debajo de él estaba la bolsa para los comerciantes.
La construcción del ayuntamiento actual empezó en 1749 en una parcela ligeramente al norte de su predecesor; el 14 de septiembre se puso su primera piedra. El arquitecto era John Wood el Viejo, considerado «uno de los grandes arquitectos de la época». Fue completado e inaugurado en 1754. La planta baja actuaba como bolsa, y en la planta superior estaba la sala del consejo y otras oficinas. La planta baja tenía un patio central rodeado por una columnata dórica, pero era «oscuro y cerrado, y los comerciantes preferían realizar las transacciones en la calle». Encima del edificio había una gran cúpula cuadrada. El ayuntamiento fue bombardeado por los marineros en huelga durante la Revuelta de los Marineros de Liverpool de 1775.

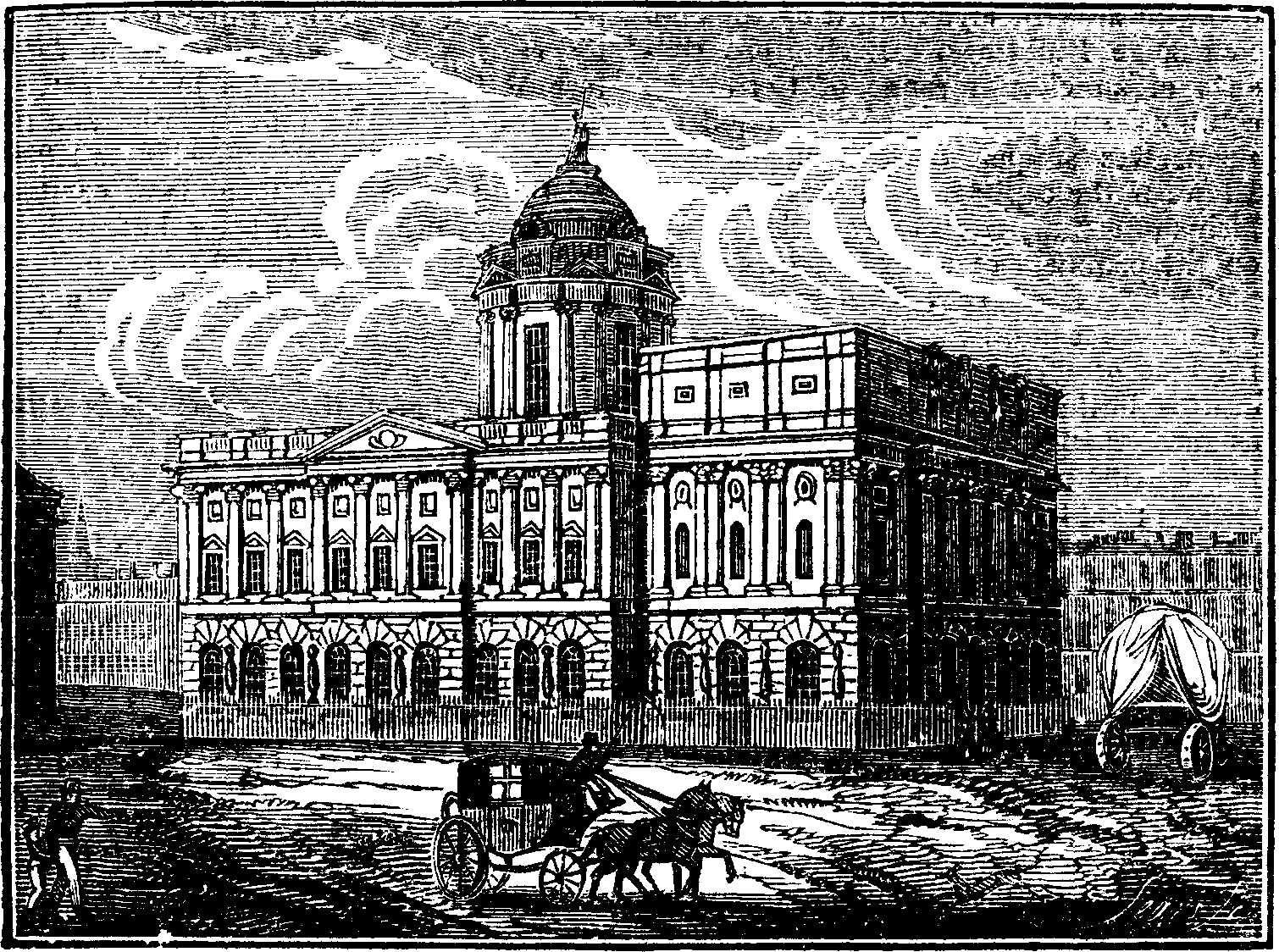
El Ayuntamiento de Liverpool en la década de 1820.

El acto que marcó el final de la Guerra de Secesión fue cuando el Capitán Waddell subió las escaleras del ayuntamiento en noviembre de 1865 con una carta para presentar al alcalde la rendición de su barco, el CSS Shenandoah, al gobierno británico.
En 1785 empezaron las modificaciones del edificio, con una ampliación al norte diseñada por James Wyatt. Se demolieron edificios cercanos a los lados norte y oeste, y John Foster preparó un proyecto para la fachada oeste. En 1786 se demolió la cúpula cuadrada de Wood y Wyatt realizó un proyecto de una nueva cúpula por encima del patio central. En 1795, antes de que se construyera la nueva cúpula, el edificio fue dañado seriamente por un incendio. La ampliación al norte de Wyatt no sufrió daños significativos, pero el edificio original de Wood fue destruido. El edificio fue reconstruido y se añadió la nueva cúpula de Wyatt. Las obras fueron supervisadas por Foster y se completaron en 1802. Bajo la cúpula, el patio central fue sustituido con un salón que contenía una escalera. En 1811 se añadió un pórtico en el lado sur. La construcción y decoración del interior se completó en torno a 1820.
En 1881 se abortó un intento de volar el ayuntamiento por parte de los fenianos. Entre 1899 y 1900, el pórtico del lado sur fue reconstruido, y la ampliación al norte ensanchada para formar un hueco en la cámara para la silla del alcalde. En 1921, una habitación de la planta baja se transformó en el Salón del Recuerdo para recordar a los militares de Liverpool que murieron en la Primera Guerra Mundial. Parte del edificio fue dañada en el Blitz de Liverpool de 1941, y se restauró al final de la Segunda Guerra Mundial. Entre 1993 y 1995 se realizaron más restauraciones.

## Arquitectura

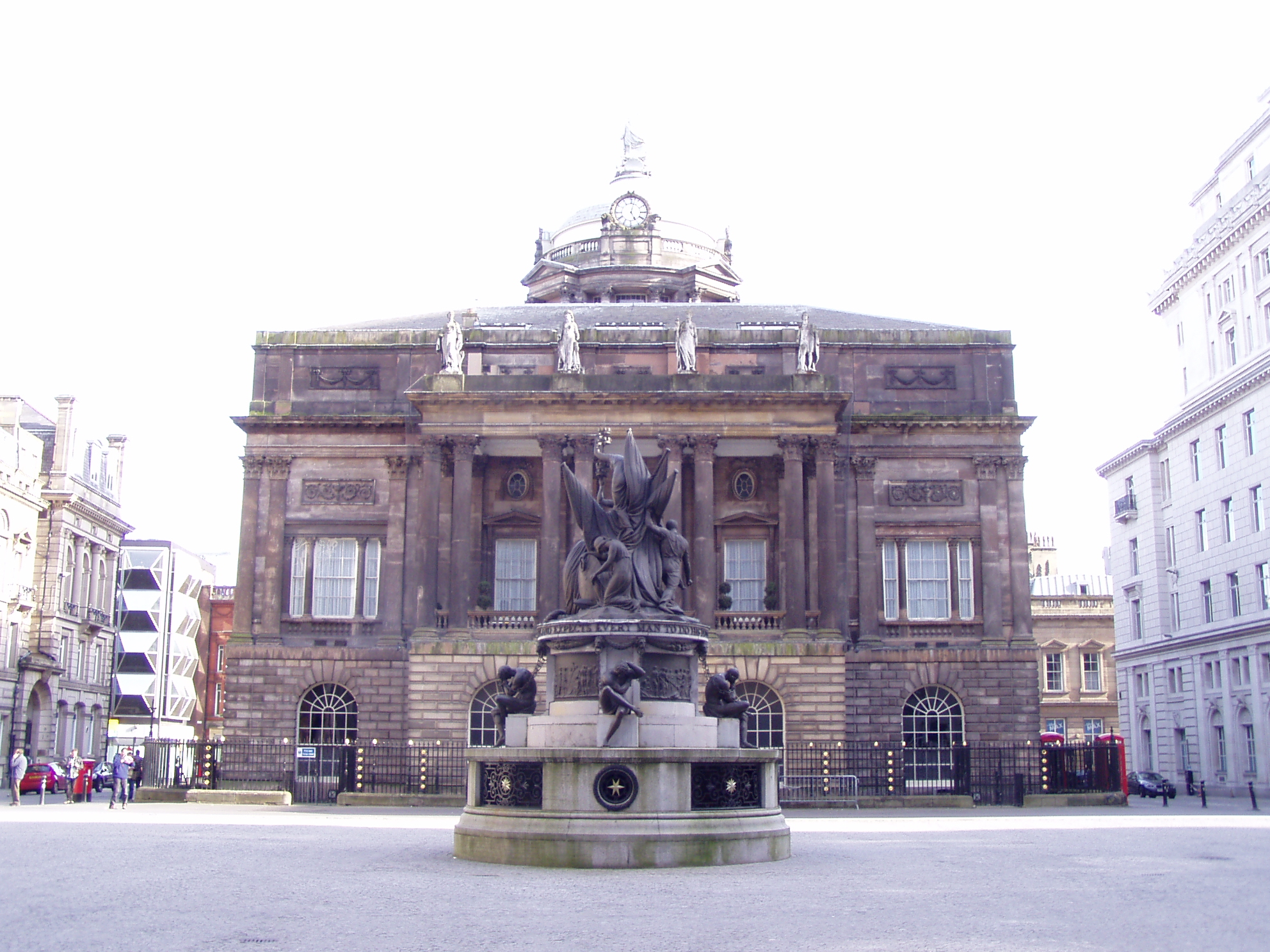
El lado norte con el monumento de Nelson en primer plano.

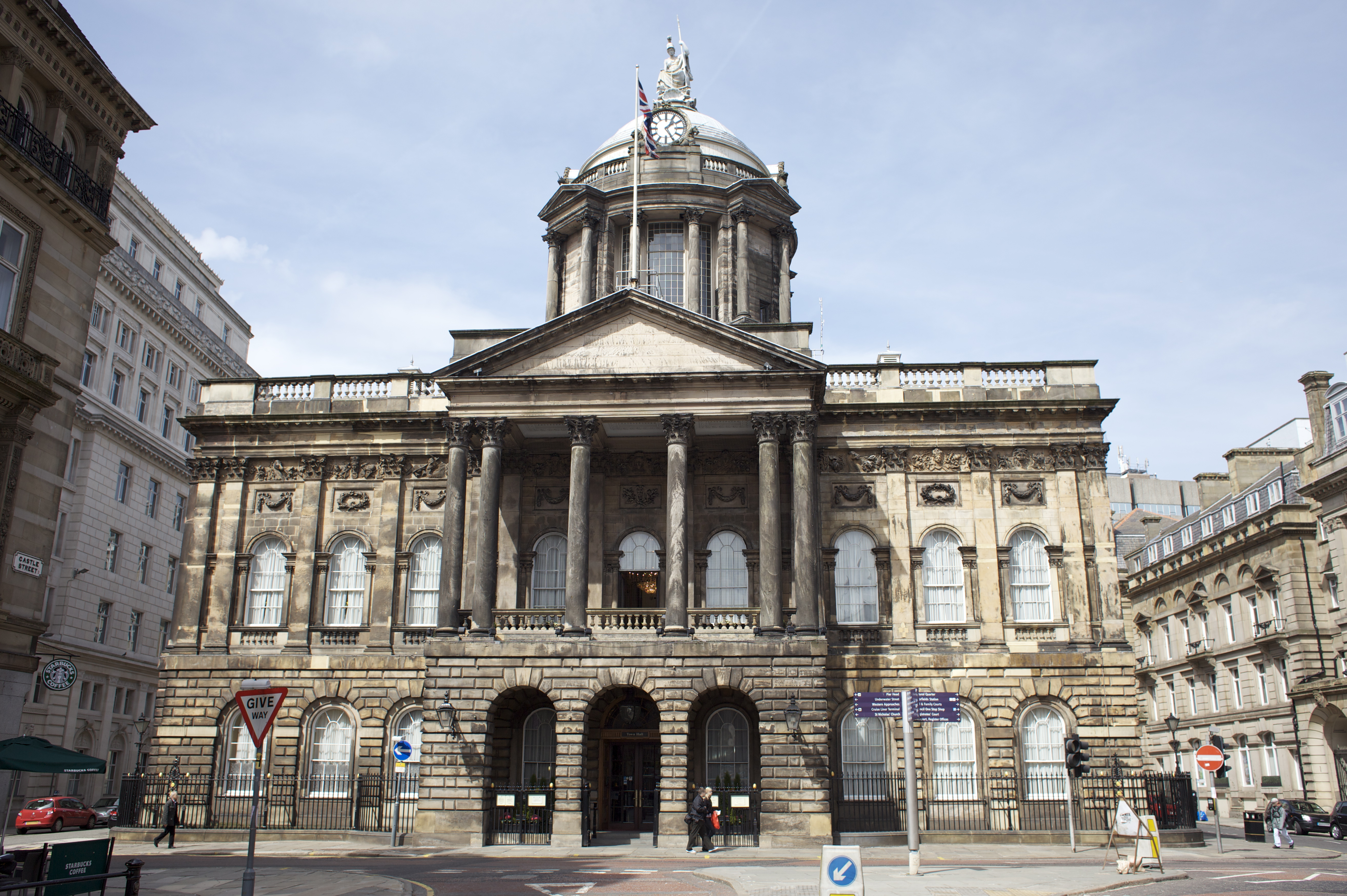
La fachada del Ayuntamiento de Liverpool.

### Exterior
El ayuntamiento está construido de piedra con techo de pizarra y una cúpula de plomo. Su planta consiste en un rectángulo con un pórtico al sur y la ampliación rectangular de Wyatt al norte. Esta ampliación es ligeramente más estrecha que el resto del edificio, y tiene también un pórtico. El edificio tiene dos plantas y un sótano; la cantería del sótano y la planta baja es rústica. El lado sur, que da hacia Castle Street, tiene nueve ventanas: las tres centrales están ocupadas por el pórtico. Este tiene tres arcos redondeados en la planta baja, y cuatro pares de columnas corintias en la planta superior rodeando un balcón. Los lados este y oeste también tienen nueve ventanas en la parte original del edificio, además de otras tres ventanas al norte en la ampliación de Wyatt. Las tres ventanas centrales de las nueve originales sobresalen ligeramente hacia adelante y están coronadas por un frontón. La azotea del lado norte es más alta que la del edificio principal. Este lado tiene cinco ventanas, con un pórtico central de tres ventanas. En su primera planta hay cuatro pares de columnas corintias y encima de estas, en la azotea, hay cuatro estatuas de Richard Westmacott que datan de 1792; estas estatuas se trasladaron del Parlamento Irlandés a este edificio. En todos los lados, encima de las ventanas de la planta superior hay paneles tallados, algunos de los cuales están relacionados con el comercio exterior de Liverpool. La cúpula se eleva sobre un alto tambor apoyado sobre columnas corintias. Alrededor de la base de la cúpula hay cuatro relojes, cada uno de las cuales está sostenido por un león y un unicornio, símbolos del Reino Unido. En la cima de la cúpula hay una estatua que representa a Minerva que tiene tres metros de altura y fue diseñada por John Charles Felix Rossi.

### Interior

#### Planta baja

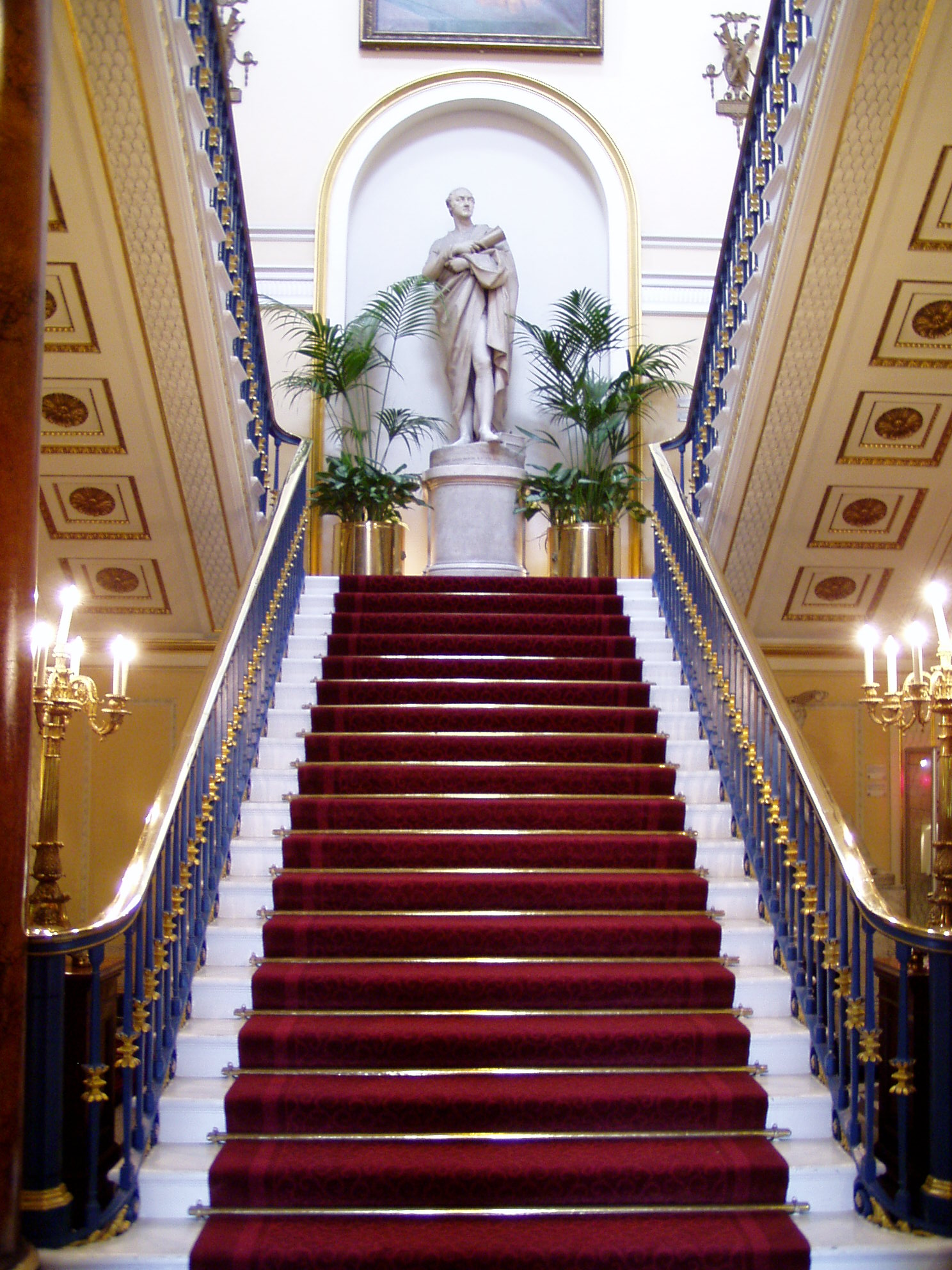
La escalera principal.

La puerta principal del lado sur conduce al vestíbulo o hall de entrada, que tiene un suelo de azulejos con representaciones del escudo de Liverpool y el liver bird, símbolo de Liverpool.

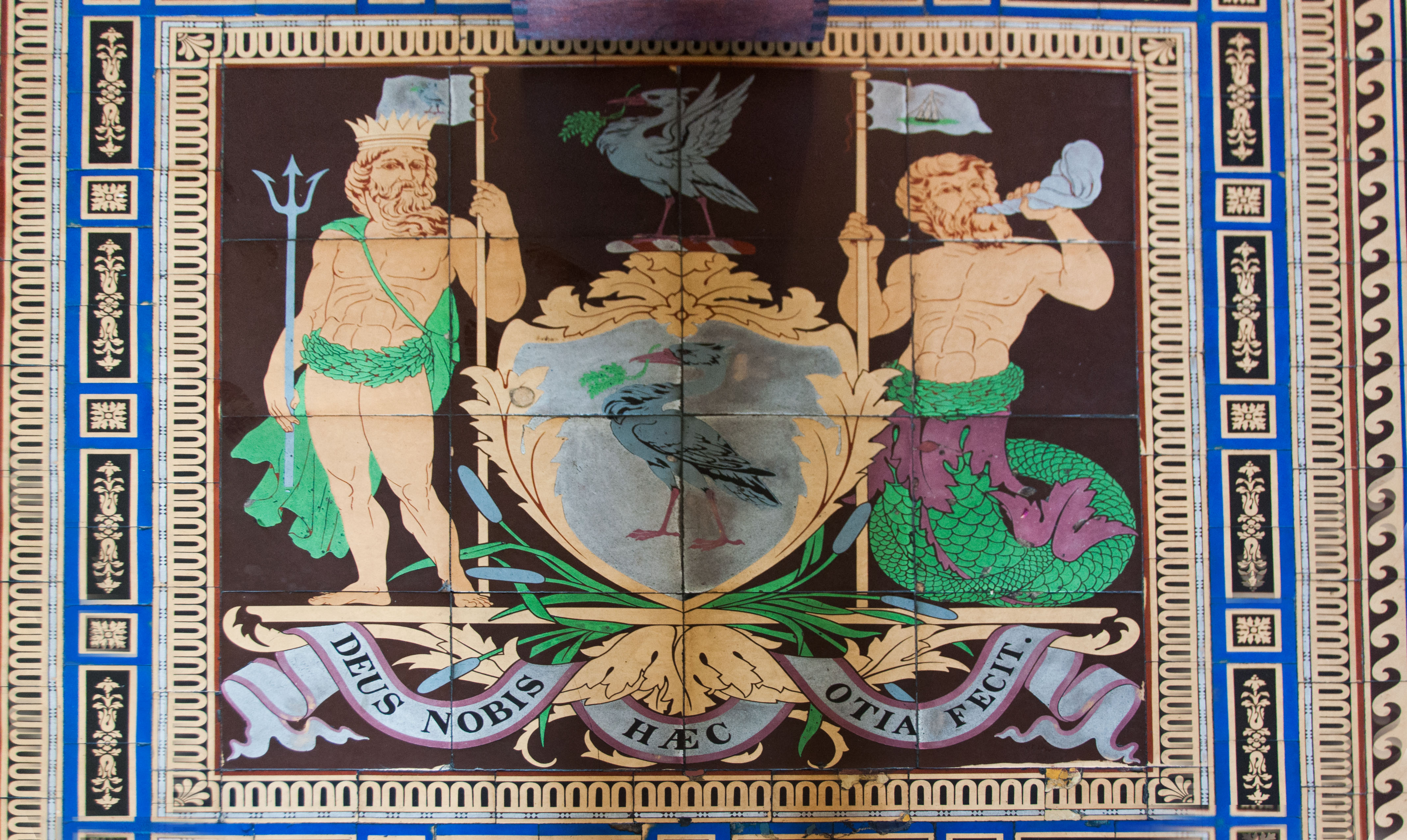
Estos azulejos están en la planta baja del Ayuntamiento de Liverpool. El lema de Liverpool es una cita de Virgilio y se traduce como «Dios nos ha dado este ocio».

La habitación está cubierta con paneles y en el lado este hay una gran chimenea de madera que contiene tallas flamencas del siglo XVII. Su techo consiste en una bóveda de arista, y en las lunetas hay murales pintados en 1909 que representan eventos de la historia de Liverpool. Debajo de estos hay tablas de latón que contienen los nombres de las personas a las que se han otorgado las llaves de la ciudad de Liverpool. También en el vestíbulo están las sillas bárdicas de los dos eisteddfods nacionales celebrados en la ciudad.

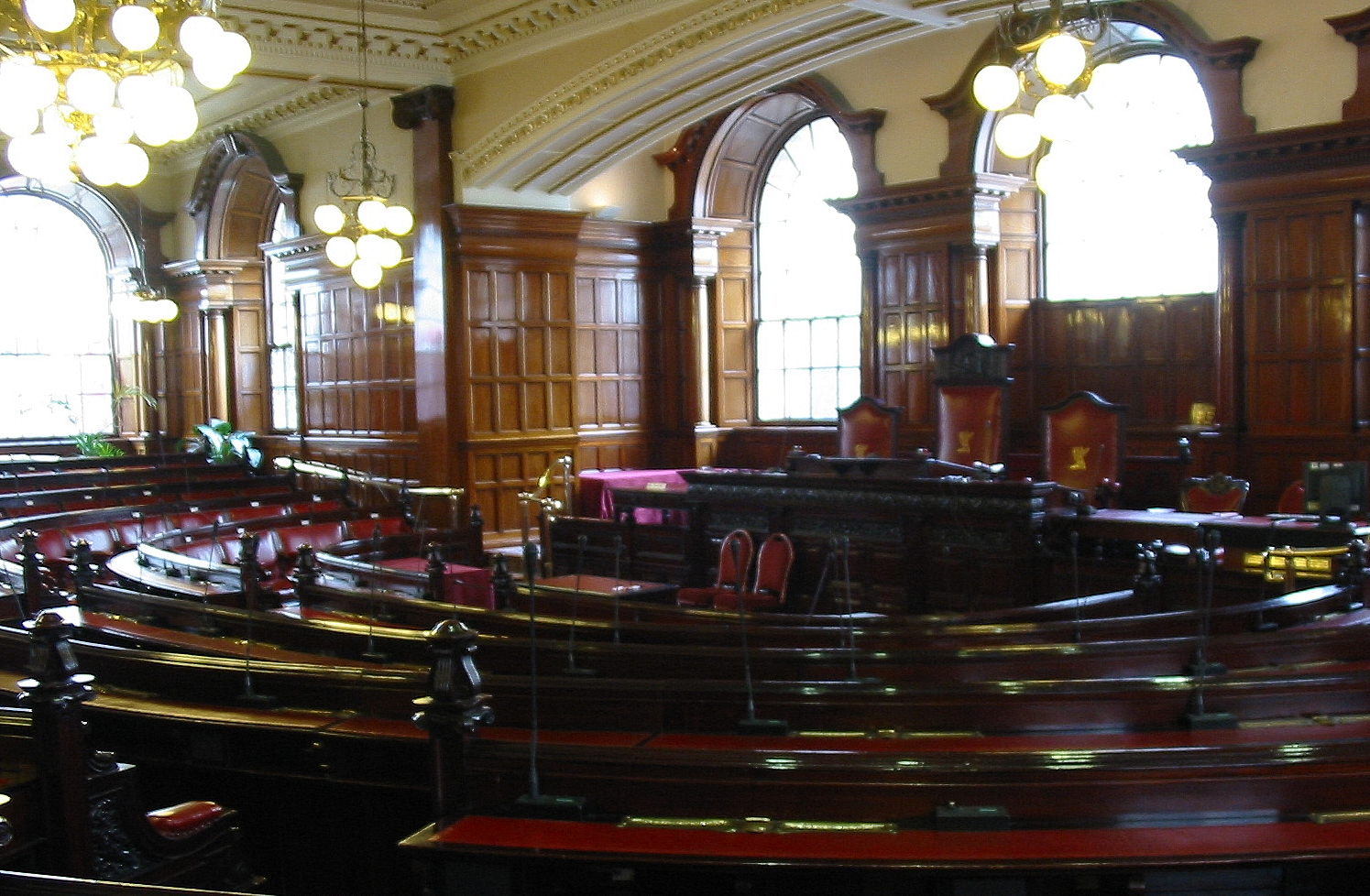
La cámara del consejo del Ayuntamiento de Liverpool.

En la parte trasera de la planta baja de la ampliación de Wyatt está la cámara del ayuntamiento. Esta tiene paredes cubiertas con paneles de caoba y tiene capacidad para 160 personas. Al lado de la cámara del consejo está el Salón del Recuerdo. En sus paredes hay paneles con los nombres de los militares que perdieron sus vidas en la Primera Guerra Mundial, y ocho murales pintados por Frank O. Salisbury en 1923.
En el centro de la planta baja está el Salón de la Escalera, descrito en Buildings of England como «uno de los mejores espacios arquitectónicos de Liverpool». Una amplia escalera se eleva entre dos pares de columnas corintias hasta un rellano, y a cada lado de ella sendos tiros más estrechos suben hasta la planta superior. En la planta baja, a ambos lados de la escalera, hay vitrinas que albergan la plata de la ciudad. En el rellano hay una estatua de George Canning realizada por Francis Chantrey que data de 1832, y colgando en la pared hay un retrato de la reina Isabel II de Sir Edward Halliday.

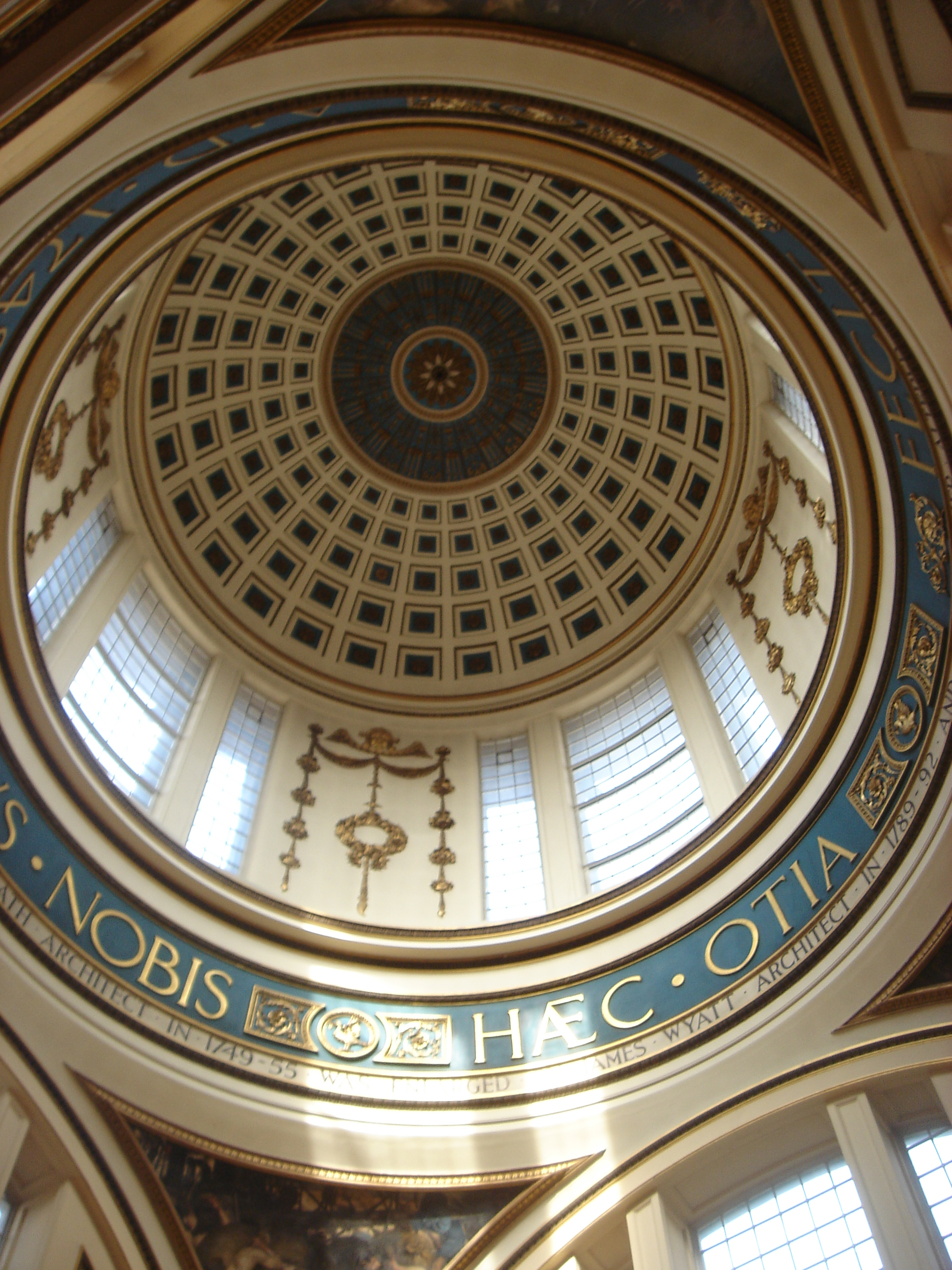
Interior de la cúpula.

Encima de la escalera, la cúpula se eleva sobre cuatro pechinas hasta una altura de 32 metros y su interior es casetonado. Alrededor de la base de la cúpula está inscrito el lema de Liverpool, «Deus Nobis Haec Otia Fecit», y en las pechinas hay pinturas de 1902 de Charles Wellington Furse que representan escenas de trabajo portuario.

#### Planta superior
Todas las habitaciones de esta planta están diseñadas para el entretenimiento y tienen puertas que las conectan entre sí y permiten un circuito completo de la planta. La sala central del lado sur del edificio es la Sala de Recepción Central. Tiene un techo circular con pechinas, y una yesería de estilo neoclásico diseñada por Francesco Bernasconi. La habitación da acceso al balcón que da hacia Castle Street. Una puerta a la derecha conduce a la Sala de Recepción Oeste, que tiene un techo con una bóveda segmentada y contiene una chimenea de mármol con accesorios de latón y hierro fundido. Esta habitación conduce al Comedor, que ocupa el lado oeste del edificio y ha sido descrito como «la habitación más suntuosa del edificio». Alrededor de la habitación hay pilastras corintias. El techo de escayola tiene molduras y debajo de estas hay un friso decorado con Rollwerk, urnas y perros. Los círculos entre los capiteles de las pilastras contienen pinturas de pares de putti.
La siguiente habitación del circuito es una pequeña habitación que conduce al Gran Salón de Baile. Este ocupa toda la ampliación de Wyatt y mide 27 por 13 metros; el techo tiene 12 metros de altura. Alrededor de la habitación hay pilastras corintias y en cada una de las paredes más pequeñas hay un enorme espejo. En la pared sur hay una hornacina para los músicos, sobre la cual hay una semi-cúpula casetonada; a cada lado de esta hay una chimenea de mármol blanco. Colgando del techo hay «tres de las mejores lámparas de araña georgianas de Europa»; cada una de ellas tiene nueve metros de altura, contiene veinte mil piezas de cristal cortado, y pesa más de una tonelada. Fueron fabricadas en Staffordshire en 1820. El suelo es una pista de baile flotante de arce. La mayor parte del lado este del edificio está ocupado por el Pequeño Salón de Baile, también conocido como Sala de Recepción Este o Sala de Música. Esta habitación está rodeada por pilastras y en cada extremo hay un ábside; el ábside de la pared norte tiene dos hornacinas para los músicos. Suspendidas del techo hay tres lámparas de araña del siglo XIX. Completando el circuito está la Sala de Recepción Este, similar en estilo a la Sala de Recepción Oeste. Las habitaciones contienen varios retratos; uno de estos es el de James Maury, el primer cónsul de los Estados Unidos.

## Uso actual y alrededores
El Ayuntamiento de Liverpool se reúne cada siete semanas en la cámara del consejo para discutir los asuntos de la ciudad. El ayuntamiento está abierto al público general cada mes, cuando se realizan visitas guiadas. El edificio está autorizado para bodas y, además de proporcionar un lugar para la ceremonia, pueden proporcionar servicios de cáterin para una recepción o una comida. También está disponible cáterin para otros eventos y funciones.
Inmediatamente al norte del ayuntamiento hay una plaza pavimentada conocida como Exchange Flags, rodeada en todos sus lados por edificios modernos de oficinas. En esta plaza está el Monumento a Nelson, que recuerda los logros de Horatio Nelson. Es un monumento clasificado de grado II* y el monumento público más antiguo que se conserva en la ciudad.

## Galería de imágenes

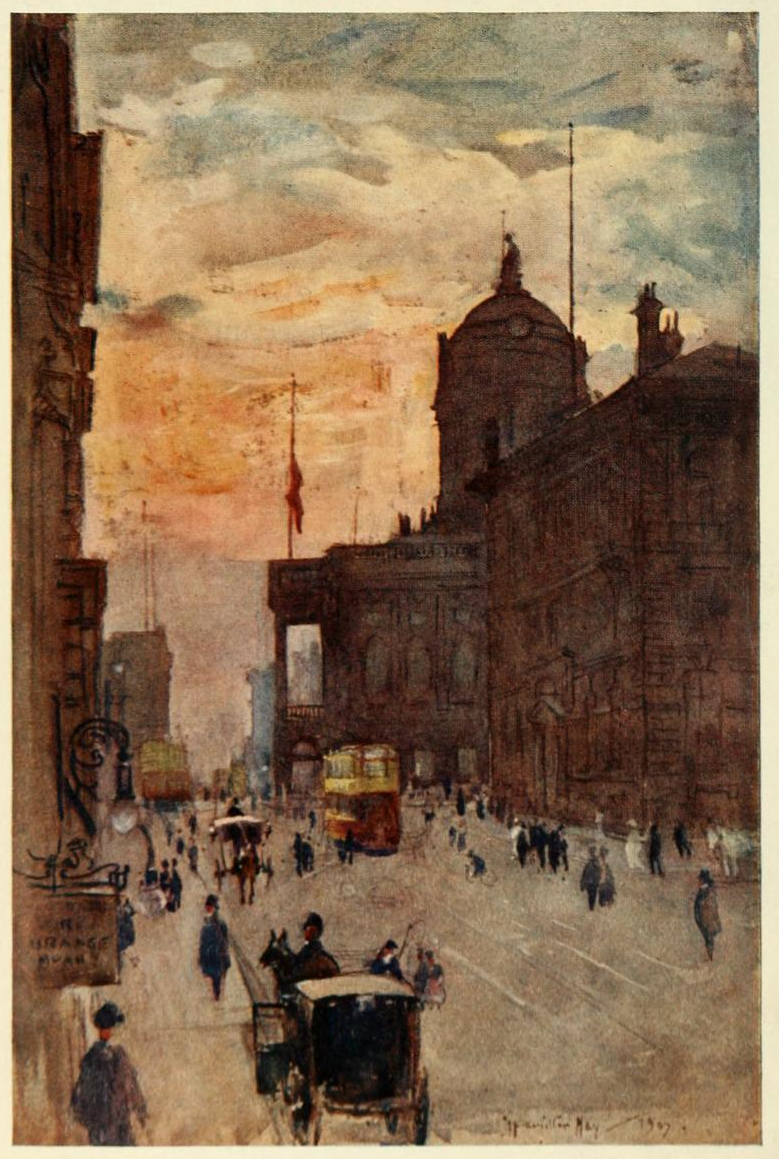
El Ayuntamiento de Liverpool en 1907 desde Water Street, cuadro de J. Hamilton Hay.
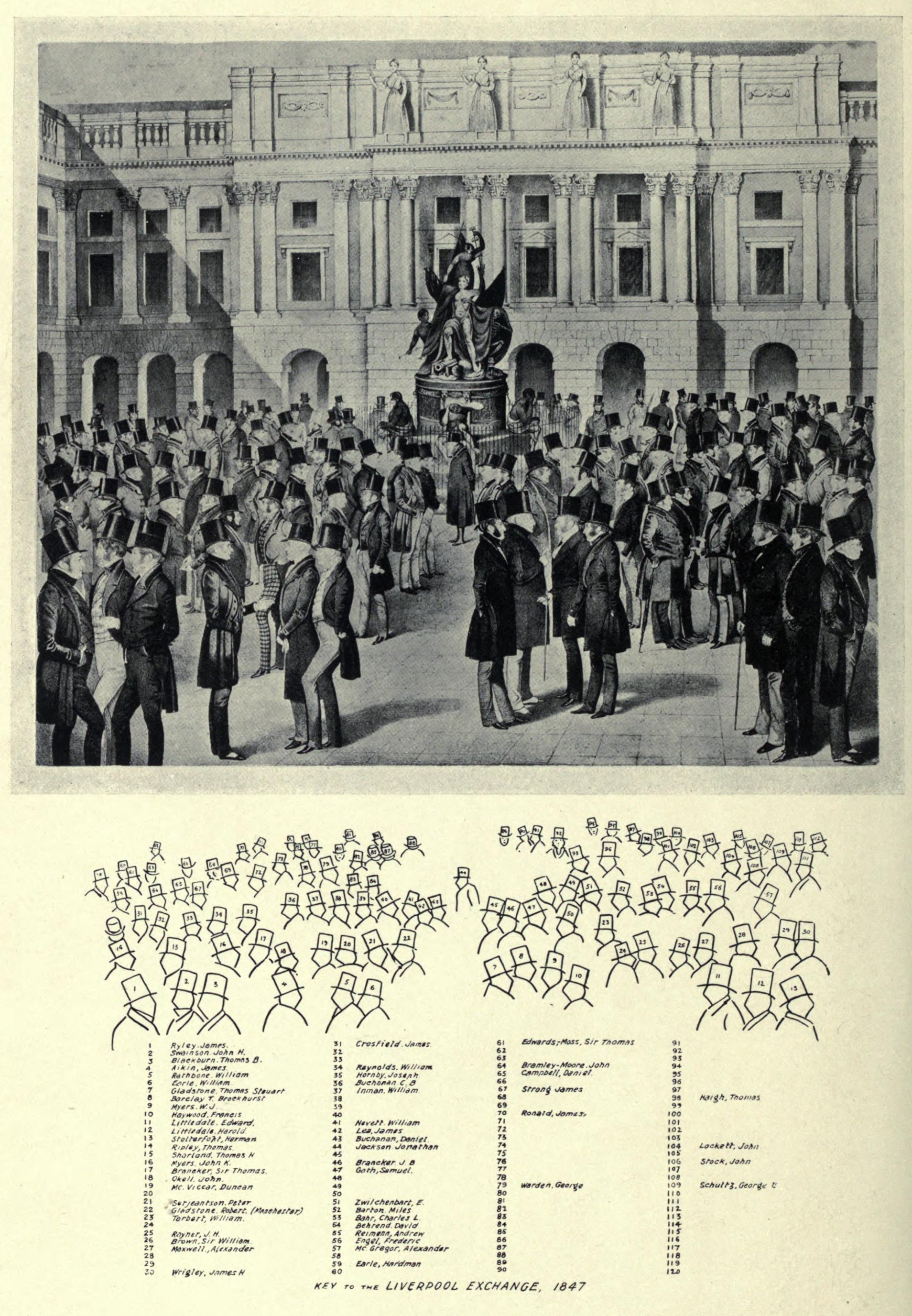
Liverpool Exchange y sus miembros en 1847.
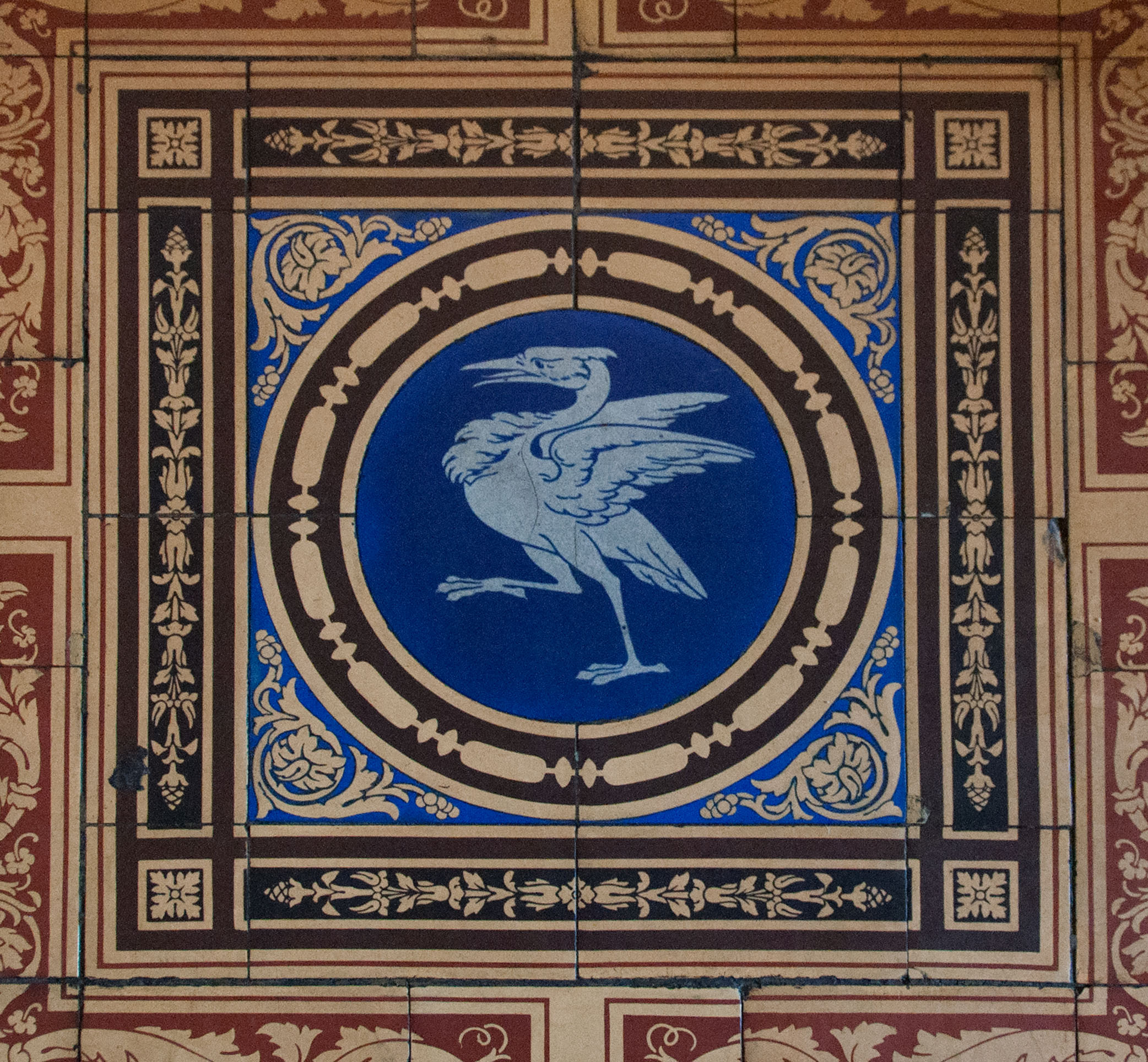
Estos azulejos están en la planta baja del Ayuntamiento de Liverpool.